# Félix Lasserre
Félix Lasserre znany jako René Lasserre (ur. 9 października 1895 w Bajonnie, zm. 19 sierpnia 1965 w Saint-Avold) – francuski rugbysta grający na pozycji rwacza, olimpijczyk, zdobywca srebrnego medalu w turnieju rugby union na Letnich Igrzyskach Olimpijskich w 1924 roku w Paryżu, mistrz Francji w 1913 roku.
Podczas I wojny światowej był pilotem myśliwskim. Następnie został właścicielem restauracji, zajmował się również destylacją koniaku, a podczas niemieckiej okupacji był merem Houlette.

## Kariera sportowa
W trakcie kariery sportowej reprezentował kluby Aviron Bayonnais, US Cognac Rugby oraz FC Grenoble. Z Aviron Bayonnais zdobył w 1913 roku tytuł mistrza Francji.
Z reprezentacją Francji zagrał w turnieju rugby union na Letnich Igrzyskach Olimpijskich 1924. Wystąpił w obu meczach tych zawodów, w których Francuzi na Stade de Colombes rozgromili 4 maja Rumunię 61–3, a dwa tygodnie później przegrali z USA 3–17. Wygrywając z Rumunami, lecz przegrywając z USA zajęli w turnieju drugie miejsce zdobywając tym samym srebrne medale igrzysk.
W reprezentacji Francji, także jako kapitan, w latach 1914–1924 rozegrał łącznie 15 spotkań zdobywając 10 punktów.